# جيرترود لوتز
جيرترود لوتز (بالألمانية: Gertrud Lutz)‏ هي مقاومة وكاتِبة ألمانية، ولدت في 17 سبتمبر 1910 في رويتلينغن في ألمانيا، وتوفيت في 30 نوفمبر 1944 في معسكر الاعتقال داكاو في ألمانيا.